# برزة خوران
برزة خوران (بالفارسية: برزه خوران) هي قرية تقع في قسم نبوت الريفي (مقاطعة إيوان) في إيران. يقدر عدد سكانها بـ 32 نسمة بحسب إحصاء 2016.